# 天主教特拉尼-巴列塔-毕斯塞格列总教区
天主教特拉尼-巴列塔-毕斯塞格列总教区是罗马天主教在意大利南部普利亚大区设立的一个总教区。特拉尼教区在11世纪升格为总教区。1818年与毕斯塞格列教区合并。目前是天主教巴里-比通托总教区的附属教区。